# 王千赫
王千赫（1986年8月19日—），中國女演員。

## 个人生活
王千赫是北京中视礴广文化传媒公司的创始人之一，平时热忠于写作，对于编剧和统筹都很在行。

## 演艺经历
- 2012年，出演刘江执导的历史传奇剧《乱世三义》出道，她在剧中饰演了盛京将军夫人茹夫人。
- 2013年，参演郭靖宇执导的历史传奇剧《打狗棍》，并在剧中饰演了方梦桥的太太；同年，出演路奇执导的民国军旅剧《血誓》，她在剧中饰演了土家族姑娘铁姑。

## 影视作品
| 首播年份   | 首播日期 | 剧名           | 角色         | 备注                         |
| 2012年     | 12月30日 | 《乱世三义》   | 茹夫人       |                              |
| 2013年     | 7月27日  | 《血誓》       | 铁姑         |                              |
| 2013年     | 8月16日  | 《打狗棍》     | 方梦桥的太太 |                              |
| 2014年     | 4月6日   | 《冒牌英雄》   | 王芳         |                              |
| 2016年     | 11月4日  | 《灵魂摆渡3》  | 阿春/豪姬    |                              |
| 2016年     | 11月7日  | 《咱们相爱吧》 | 杜丽红       |                              |
| 2017年     | 11月27日 | 《极光之恋》   | 汪涵月       | 兼制片人职务并担任编剧统筹。 |
| 正在筹备中 |          | 《都市异能者》 |              | 兼制片人职务并担任编剧统筹。 |